# لحويات الجذر
لحويات الجذر (الاسم العلمي: Rhizopogonaceae)، فصيلة فطريات من رتبة البوليطيات. هذه الفصيلة سُميت ووصفت لأول مرة من عالمي النبات إرنست ألبرت جومان وكارول ويليام دودج في عام 1928، تشتمل على جنسين و151 نوعًا. الجنس Fevansia، الذي كان يُعتقد سابقًا أنه ينتمي إلى لحويات الجذر، وجد أنه ينتمي إلى فصيلة ألباترلسيات Albatrellaceae في دراسة للنسالة الجزيئية